# Долговское сельское поселение (Новгородская область)
Долговское се́льское поселе́ние — муниципальное образование в составе Мошенского района Новгородской области.
Административный центр сельского поселения — деревня Долгое. 

## Географическое положение
- Общая площадь: 40531.1 га[3].
- Нахождение: восточная часть Мошенского района.
- Граничит:
  - с севера и запада — с Кировским сельским поселением
  - с юга — с Ореховским сельским поселением
  - с востока — с Пестовским муниципальным районом

## История
Образовано 11 ноября 2005 года. 12 апреля 2010 года вступил в силу областной закон № 720-ОЗ, объединивший Красногорское сельское поселение, Долговское сельское поселение и Бродское сельское поселение в одно — Долговское сельское поселение.

## Население
| 2010 | 2012 | 2013 | 2014 | 2015 | 2016 | 2017 |
| ---- | ---- | ---- | ---- | ---- | ---- | ---- |
| 691  | ↘624 | ↘598 | ↘594 | ↘591 | ↘572 | ↘555 |
| 2021 |      |      |      |      |      |      |
| ↘497 |      |      |      |      |      |      |

## Состав сельского поселения
| №  | Населённый пункт | Тип населённого пункта          | Население |
| -- | ---------------- | ------------------------------- | --------- |
| 1  | Ананьевское      | деревня                         | 0         |
| 2  | Анашкино         | деревня                         | 9         |
| 3  | Андрюшино        | деревня                         | 5         |
| 4  | Базарово         | деревня                         | 29        |
| 5  | Безгодково       | деревня                         | 0         |
| 6  | Бельково         | деревня                         | 7         |
| 7  | Бережок          | деревня                         | 8         |
| 8  | Броди            | деревня                         | 133       |
| 9  | Воротово         | деревня                         | 10        |
| 10 | Выставка         | деревня                         | 26        |
| 11 | Долгое           | деревня, административный центр | 75        |
| 12 | Дроблино         | деревня                         | 9         |
| 13 | Ермолкино        | деревня                         | 0         |
| 14 | Ефремово         | деревня                         | 3         |
| 15 | Игнатьевское     | деревня                         | 3         |
| 16 | Колчигино        | деревня                         | 8         |
| 17 | Конищево         | деревня                         | 8         |
| 18 | Красная Гора     | деревня                         | 113       |
| 19 | Крепужиха        | деревня                         | 22        |
| 20 | Кривцово         | деревня                         | 11        |
| 21 | Крутец           | деревня                         | 7         |
| 22 | Крюково          | деревня                         | 11        |
| 23 | Новое Долгое     | деревня                         | 10        |
| 24 | Палутино         | деревня                         | 4         |
| 25 | Раменье          | деревня                         | 1         |
| 26 | Раха             | деревня                         | 3         |
| 27 | Село             | деревня                         | 6         |
| 28 | Старое Долгое    | деревня                         | 69        |
| 29 | Сутоки           | деревня                         | 25        |
| 30 | Тухани           | деревня                         | 0         |
| 31 | Угол             | деревня                         | 9         |
| 32 | Филиппково       | деревня                         | 67        |

### Бывшие населённые пункты
Ранее на территории поселения находились следующие населённые пункты: Середниково, Данильцево, Колованово, Дубки и другие. 

## Транспорт
Через поселение проходит шоссе федерального значения Санкт-Петербург — Вологда.
Основные маршруты междугороднего автобусного сообщения:
- Боровичи — Мошенское — Долгое
- Боровичи — Мошенское — Морозово
- Боровичи — Пестово
- Боровичи — Пестово (транзитный маршрут из Великого Новгорода)
- Боровичи — Ореховно — Дубишки (через д. Красная Гора)